# Mike Bloomfield
Mike Bloomfield, właśc. Michael Bernard Bloomfield (ur. 28 lipca 1943 w Chicago, zm. 15 lutego 1981) – amerykański muzyk, gitarzysta i kompozytor.
Znany jako lider grup The Paul Butterfield Blues Band i Electric Flag, nagrywał także jako artysta solowy oraz gościnnie na albumach innych wykonawców jako muzyk sesyjny. Bloomfield występował z wieloma przedstawicielami chicagowskiego bluesa, jeszcze zanim osiągnął swoją sławę, przyczynił się do odrodzenie klasycznego chicagowskiego bluesa i innych stylów muzyki bluesowej w drugiej połowie lat 60. Jego muzycznymi inspiracjami byli Scotty Moore, Chuck Berry, Little Richard, B.B. King, Big Joe Williams, Otis Rush, Albert King, Freddie King i Ray Charles. W 2003 roku w rankingu na 100 najlepszych gitarzystów wszech czasów magazynu Rolling Stone sklasyfikowany na pozycji 22 w 2003 i 42 w 2011. Zmarł prawdopodobnie z powodu przedawkowania narkotyków.

## Wybrana dyskografia

### The Paul Butterfield Blues Band
- The Paul Butterfield Blues Band (1965)
- East-West (1966)
- The Original Lost Elektra Sessions (niepublikowane nagrania z  1964)
- East-West Live (Various live versions of the track East-West)

### Electric Flag
- The Trip (1967)
- A Long Time Comin' (1968)
- The Band Kept Playing (1974)
- Groovin' Is Easy (Wydany w 2002)

### Solo
- It's Not Killing Me (1969)
- Try It Before You Buy It (1973) (opublikowany w 1983)
- If You Love These Blues, Play 'Em As You Please (1976)
- Analine (1977)
- Michael Bloomfield (1978)
- Count Talent And The Originals (1978)
- Between A Hard Place And The Ground (1979)
- Bloomfield-Harris (1979)
- Cruisin' For A Bruisin' (1981)

### Jako muzyk sesyjny
- Highway 61 Revisited - Bob Dylan (1965)
- Chicago Loop (1966)
- Grape Jam - Moby Grape (1968)
- Living with the Animals - Mother Earth (1968);jako "Makal Blumfeld"
- Fathers and Sons - Muddy Waters (1969)
- I Got Dem Ol' Kozmic Blues Again Mama! - Janis Joplin (1969)
- Weeds - Brewer & Shipley (1969)
- Sam Lay In Bluesland - Sam Lay (1970)
- Gandharva - Beaver & Krause (1971)
- Brand New - Woody Herman and His Orchestra (1971)